# Ciclone Yemyin
O ciclone Yemyin (designação do JTWC: 03B; também conhecido como tempestade ciclônica Yemyin ou ainda Depressão profunda BOB 03/2007) foi um ciclone tropical mortífero que atingiu diretamente a Índia e Paquistão e seus remanescentes atingiram o Afeganistão. O Departamento Meteorológico do Paquistão (DMP) referia-se ao sistema como "Ciclone tropical Yemyin", pois, naquele momento, a agência designada pela Organização Meteorológica Mundial (OMM) para monitorar o Mar Arábico, o Departamento Meteorológico da Índia (DMI), não tinha nomeado o sistema. Entretanto, o DMI, em análises pós-tempestade, disse que o sistema tinha alcançado a força de uma tempestade ciclônica e portanto, o ciclone recebeu definitivamente o nome de "Yemyin".

## História meteorológica

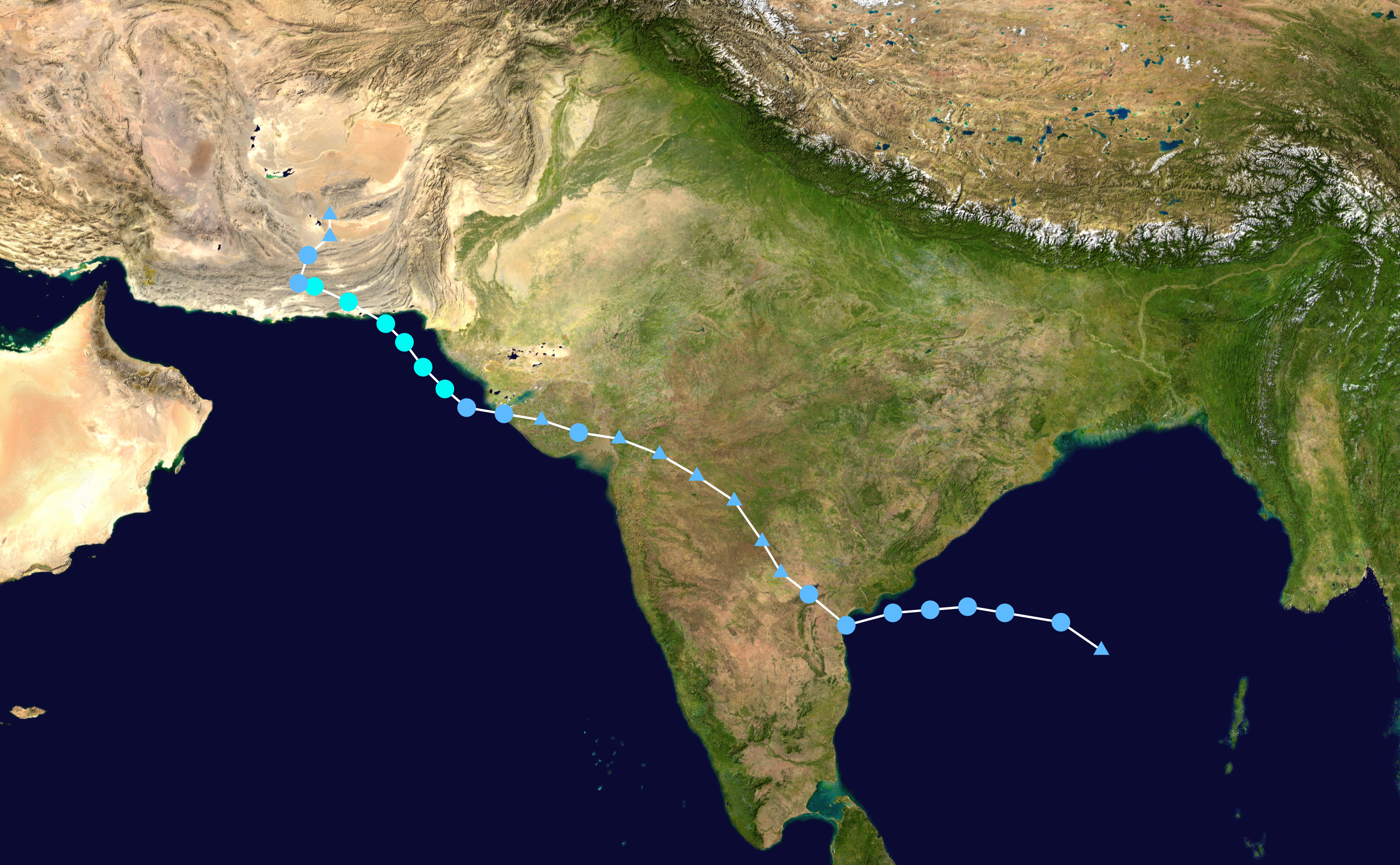
O caminho de Yemyin

Uma área de baixa pressão associada com um cavado de monção foi primeiro detectado pelo Laboratório de Pesquisa Naval (LPN) no Golfo de Bengala em 17 de Junho. Nos dias seguintes, formaram-se áreas de convecção profunda perto do centro da circulação ciclônica de baixos níveis do sistema assim que esta área deslocava-se em mar aberto. Apesar dos ventos de cisalhamento moderados a fortes, a perturbação produziu quedas na pressão atmosférica de mais de 2,7 mbar em Port Blair, Ilhas Andaman, em 19 de Junho. As áreas de convecção persistiam em torno do centro da circulação ciclônica de superfície bem definida que estava em desenvolvimento e a perturbação continuava a se consolidar sob difluência favorável.
No começo da madrugada de 21 de Junho, o Departamento Meteorológico da Índia (DMI) declarou a área como uma depressão, a cerca de 430 km a leste-sudeste de Kakinada, Andhra Pradesh, Índia. Várias horas depois, o Joint Typhoon Warning Center (JTWC) emitiu um alerta de formação de ciclone tropical (AFCT), sendo que o sistema apresentava ventos constantes de 55 km/h. A depressão deslocou-se rapidamente em direção à costa norte de Andhra Pradesh. Uma alta subtropical ao norte fez enfraquecer os ventos de cisalhamento que atingiam o sistema e devido a isso, a depressão começou a se intensificar. Depois, ainda no mesmo dia, o DMI classificou o sistema como uma depressão profunda. Assim que as áreas de convecção se organizaram e com as altas temperaturas da superfície do mar, o JTWC emitiu seu primeiro aviso sobre o ciclone tropical 03B. A depressão profunda atingiu a costa da Índia, perto de Kakinada no começo da madrugada de 22 de Junho, horário local. Depois, o JTWC emitiu seu último aviso sobre o ciclone assim que o sistema começou a interagir com terra e também com o aumento dos ventos de cisalhamento. No dia seguinte, o DMI "rebaixou" o sistema para uma depressão enquanto o sistema cruzava o Platô de Deccan. O último aviso foi emitido em 24 de Junho, apesar do sistema ter se deslocado para o Mar Arábico.
O JTWC notou em sua Previsão de Tempo Tropical Significativa (PTTS) para o Oceano Índico norte em 24 de Junho que uma corrente de monção de baixos níveis que contribuía para o fortalecimento do vórtice ciclônica, com fracos ventos de cisalhamento e águas mornas. A previsão alertava que estes fatores poderiam levar a rápida regeneração do sistema. No começo de 25 de Junho, o JTWC emitiu um segundo AFCT para o sistema assim que a circulação ciclônica de baixos níveis do sistema tinha cruzado a Índia e emergido no Mar Arábico. Pouco depois, o DMI e o JTWC Recomeçaram a emitir avisos sobre a depressão.
Assim que a depressão deslocava-se para noroeste paralelamente à costa do Paquistão, ventos constantes de 48 km/h e uma pressão atmosférica de 990 mbar em Karachi perto do meio-dia de 25 de Junho. De acordo com o Departamento Meteorológico do Paquistão (DMP), o centro do sistema passou a menos de 90 km de Karachi. Com condições favoráveis e áreas de convecção profunda, o sistema se fortaleceu para uma depressão profunda naquele dia. Depois de se organizar ainda mais, a depressão profunda atingiu a costa do Paquistão por volta das 03:00 UTC de 26 de Junho ao longo da costa de Makran, perto de Ormana e de Pasni, na província de Baluchistão. Após alcançar terra, o ciclone começou a se enfraquecer lentamente e o JTWC emitiu seu último aviso sobre o ciclone em 26 de Junho.

## Impactos

O ciclone 03B em 25 de Junho

A tempestade matou no mínimo 140 pessoas na Índia e outras 213 pessoas morreram somente em Karachi, Paquistão dos ventos e temporais causados, provavelmente, por uma banda externa de tempestade do ciclone. O Departamento Meteorológico do Paquistão (PMD) tinha alertado sobre a possibilidade de chuvas e ventos fortes do sistema no começo da madrugada de 22 de Junho.
O ciclone afetou 2 navios mercantes: o "AL-Picaso" e o "Lady Hamad" e outros quatro barcos pesqueiros, a cerca de 185 km de Karachi. o Exército do Paquistão resgatou 56 marinheiros dos navios e 36 pescadores dos barcos pesqueiros depois deles terem sido detectados por um avião. O aguaceiro também causou o transbordamento do rio Kech Korandi, inundando a cidade de Turbat, forçando mais de 10.000 pessoas a saírem de suas residências. No mínimo 380 pessoas morreram na província de Baluchistão. Outras 250 pessoas morreram na província de Sindh e 100 na Província da Fronteira Noroeste. As chuvas também atrasaram os esforços de resgate nestas regiões. O ciclone afetou no mínimo 10 distritos no Baluchistão e 4 distritos em Sindh, afetando pelo menos 1,5 milhões de pessoas.  Mais de 80 pessoas morreram no Afeganistão devido às chuvas torrenciais causados pelos remanescentes do ciclone. Pelo menos outros 2 milhões de pessoas foram afetadas com a interrupção do fornecimento de eletricidade e de água potável em Baluchistão.

## A questão do nome
O Departamento Meteorológico do Paquistão (PMD) referia-se a depressão profunda como o ciclone tropical Yemyin, o nome seguinte na lista oficial de nomes do DMI. O Departamento Meteorológico da Índia, o Centro Regional Meteorológico Especializado (CRME) para o Oceano Índico norte, não classificou operacionalmente o sistema como uma tempestade ciclônica. Entretanto, agência, depois, designou de forma retroativa o sistema como "Yemyin" em suas análises pós-tempestade. Isto foi confirmado com a designação do sistema que se formou em Novembro de 2007 como Sidr, o nome seguinte a Yemyin na lista oficial de nomes.